# Герт Вилдерс
Герт Вилдерс (Geert Wilders) е нидерландски политик, основател и лидер на Партията на свободата.
На парламентарните избори в Холандия през 2006 година партията на Вилдерс печели 9 места в 150-членния парламент.
Преди навлизането си в политиката Вилдерс е известен като близък съдружник и приятел на холандската феминистка и политически деец от сомалийски произход Аян Хирси Маган.
На 26 април 2007, в предаване на телевизията RTL Nederland, Вилдерс споменава, че ако „...Мохамед днес беше жив, щеше да бъде съден за тероризъм, а аз лично щях да го изгоня от страната.“.
Женен за унгарска имигрантка в Холандия, днес Вилдерс и партията му се отличават с твърдата си линия спрямо исляма и мюсюлманското малцинство в страната.